# محمد الرزين
محمد الرزين (مواليد سنة 1946) ممثل مغربي، شارك في عدد من المسلسلات والأفلام المغربية.

## المشوار
محمد رزين من الممثلين المغاربة الكبار الذين لم تتح أمامهم فرص كثيرة، في السينما الوطنية، لإظهار إمكانياتهم الهائلة في تشخيص مختلف الادوار البسيطة والمركبة، فرغم ظهوره المبكر على شاشة التلفزيون بعد سنوات قليلة من انطلاقته في الستينات من القرن الماضي في أعمال كانت تبث آنذاك بشكل مباشر، ورغم وقوفه أمام كاميرا السينما لأول مرة في فيلمي «القنفودي» (1978) لنبيل لحلو و«السراب» (1979) لأحمد البوعناني، ورغم الرصيد المحترم من الأعمال المسرحية التي شارك فيها منذ مرحلة الهواية (من 1962 إلى 1968) مرورا بمرحلة التكوين بالمعهد الوطني للموسيقى والرقص والفن المسرحي بالرباط ثم التدريس به والانخراط في انشطة فرقة «القناع الصغير» وفرقة المسرح الوطني محمد الخامس وغيرهما من الفرق المسرحية الأخرى وصولا إلى الانفتاح على تجارب المخرجين المسرحيين الشباب أمثال المتألق فوزي بن السعيدي في مسرحية «الفيل»، لم يتم استغلال وتوظيف قدراته الهائلة في التشخيص بالشكل والحجم المطلوبين في السينما والتلفزيون والمسرح، تجدر الإشارة إلى أن الممثل المتميز محمد رزين (من مواليد سنة 1946) شارك في حوالي عشرين (20) عملا سينمائيا وتلفزيونيا اجنبيا صورت بالمغرب نذكر منها على سبيل المثال فيلم المخرج الفرنسي فيليب دوبروكا (1933-2004)
ألف ليلة وليلة " (1990) وسلسلة " الإنجيل "كلها تقريبا، أما تجربته مع السينما المغربية فهي ممتدة منذ عام 1978.

## وصلات خارجية
الملتقى الوطني الرابع لسينما القرية يكرم الممثل الكبير محمد رزين